# 井ノ口町 (岡崎市)
井ノ口町（いのくちちょう）は、愛知県岡崎市岩津地区の町名。丁番を持たない単独町名であり、5つの小字が設置されている。

## 地理
岡崎市の北西部に位置する。

### 小字
- 字赤城（あかぎ）
- 字片坂（かたさか）
- 字河原西（かわらにし）
- 字楼（ろう）
- 字和田屋（わだや）

## 世帯数と人口
2019年（令和元年）5月1日現在の世帯数と人口は以下の通りである。
| 町丁     | 世帯数  | 人口  |
| -------- | ------- | ----- |
| 井ノ口町 | 225世帯 | 552人 |

### 人口の変遷
国勢調査による人口の推移
| 1995年（平成7年）  | 467人 | [ 5 ] |  |
| 2000年（平成12年） | 527人 | [ 6 ] |  |
| 2005年（平成17年） | 528人 | [ 7 ] |  |
| 2010年（平成22年） | 503人 | [ 8 ] |  |
| 2015年（平成27年） | 512人 | [ 9 ] |  |

## 小・中学校の学区
市立小・中学校に通う場合、学区は以下の通りとなる。
| 番・番地等 | 小学校               | 中学校           |
| ---------- | -------------------- | ---------------- |
| 全域       | 岡崎市立大樹寺小学校 | 岡崎市立北中学校 |

## 歴史
額田郡井ノ口村を前身とする。

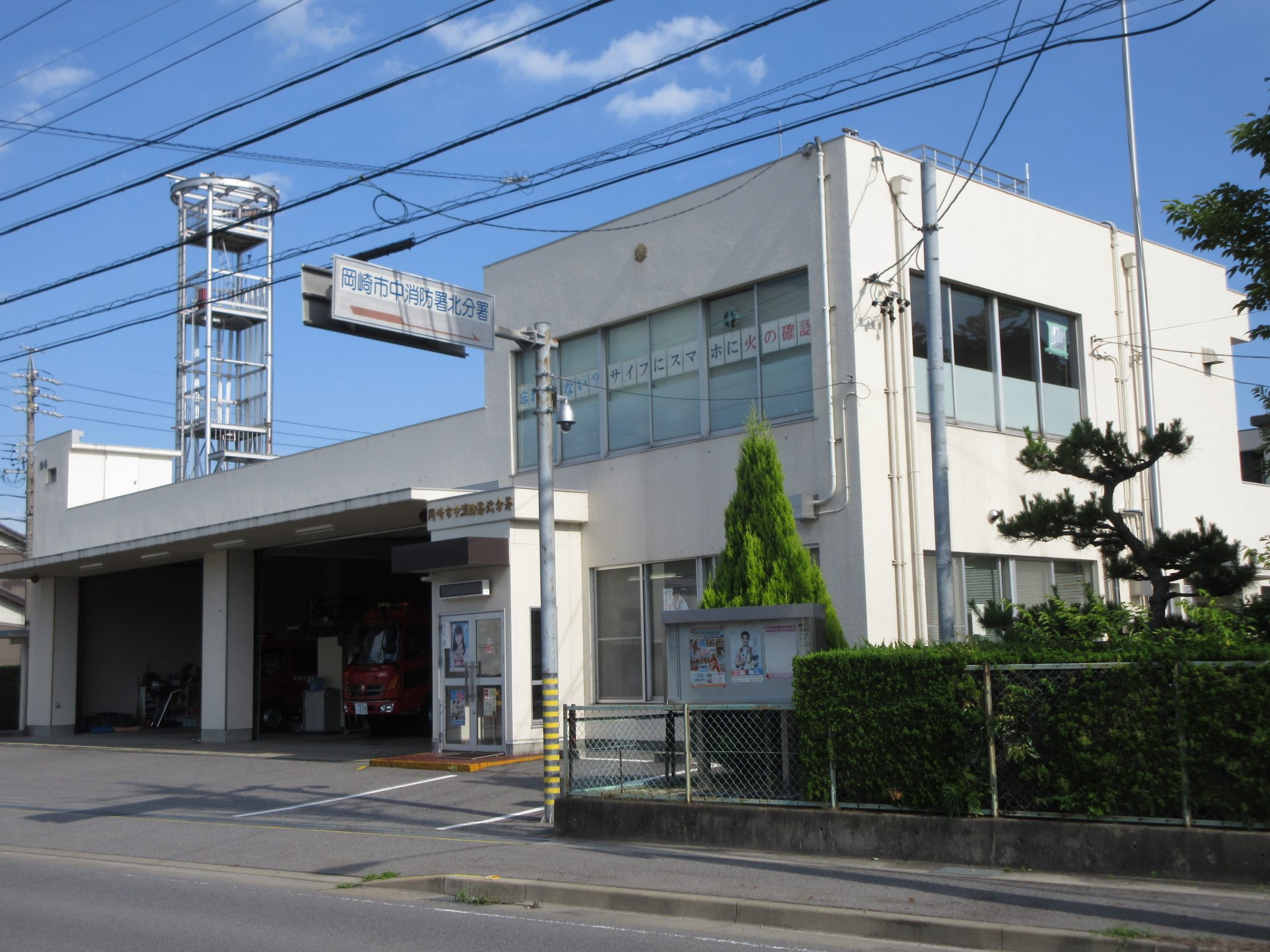
岡崎市消防本部 中消防署北分署

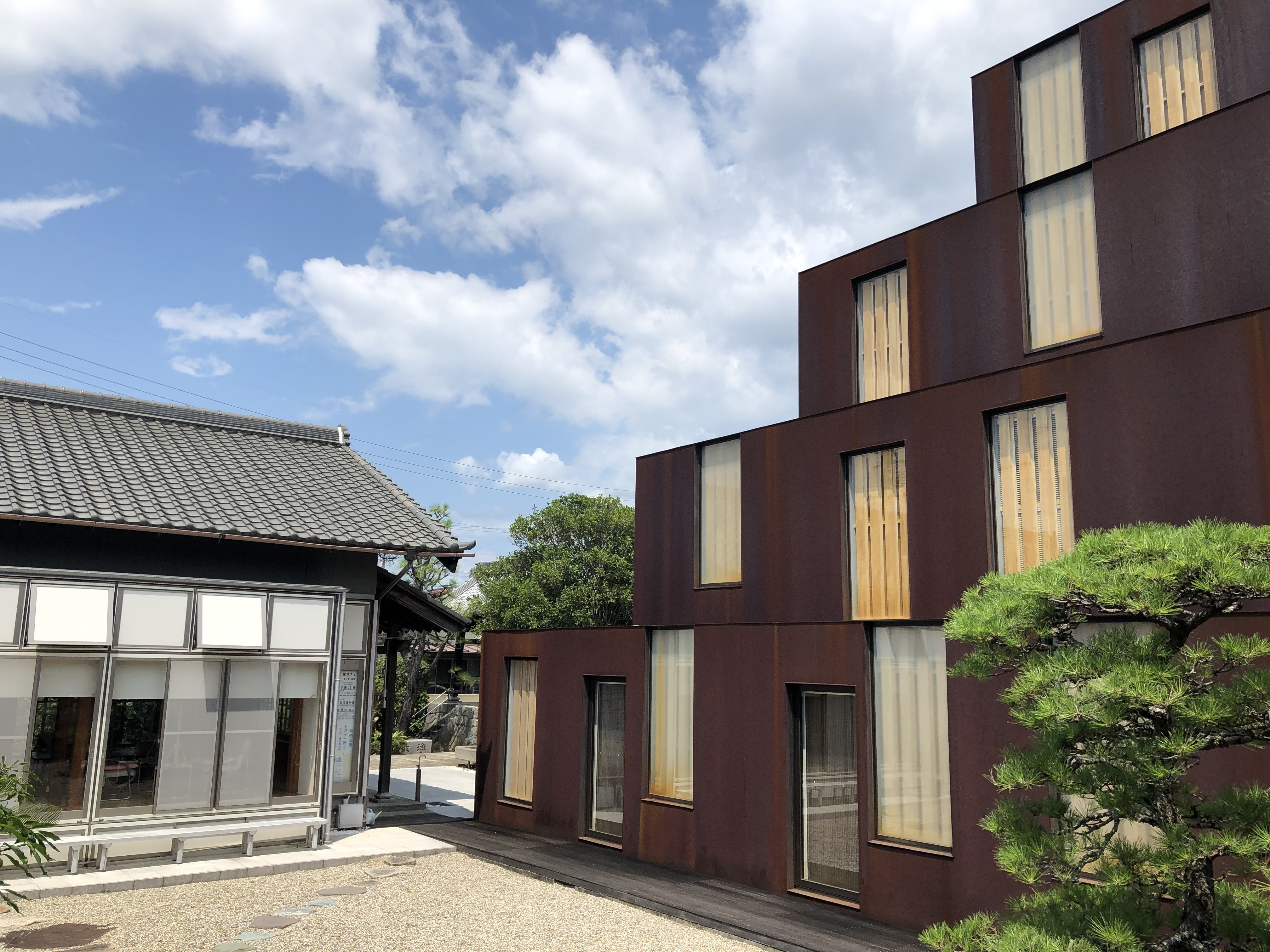
西光寺

1978年の区画整理前の井ノ口町字深田で発見された味噌粕岩遺跡では、弥生時代前期から中期にかけての弥生土器が発掘されている。
1465年には額田郡一揆の際に、現在の井ノ口町字楼に、井ノ口砦（井ノ口城）が築かれたが、陥落し、現在は井ノ口稲荷神社が建つ。また、この井ノ口町字楼では弥生時代の環濠集落跡である楼遺跡も発掘されている。

### 町名の由来
矢作川と青木川の合流点付近であったことから、「堰の口」に起因する。

### 沿革
- 1889年（明治22年）10月1日 - 町村制施行・合併に伴い、額田郡大樹寺村大字井ノ口となる[14]。
- 1906年（明治39年）5月1日 - 合併に伴い、岩津村大字井ノ口となる[14]。
- 1928年（昭和3年）5月1日 - 町制施行に伴い、岩津町大字井ノ口となる[15]。
- 1955年（昭和30年）2月1日 - 岡崎市へ編入し、同市井ノ口町となる[15]。
- 1978年（昭和53年）3月21日 - 一部が青木町・井ノ口新町・上里一～二丁目・百々西町・薮田一丁目となる[15][16]。

### 史跡
- 味曾粕岩遺跡
- 楼遺跡
- 井ノ口城跡

## 交通
道路
- 国道248号
- 都市計画道路岡崎環状線[17]

## 施設
- 岡崎市消防本部 中消防署北分署
- 井ノ口稲荷神社
- 西光寺
- かつや 岡崎北店
- 魚魚丸岡崎北店
- トヨタホーム 名古屋岡崎支店
- アップル 248岡崎店
- ゲオ岡崎大樹寺店

## その他

### 日本郵便
- 郵便番号 : 444-2133[3]（集配局：岩津郵便局[18]）。

## 参考資料
- 「角川日本地名大辞典」編纂委員会 編『角川日本地名大辞典 23 愛知県』角川書店、1989年3月8日。ISBN 4-04-001230-5。
- 有限会社平凡社地方資料センター 編『日本歴史地名大系第23巻 愛知県の地名』平凡社、1981年。ISBN 4-582-49023-9。
- 新編岡崎市史編さん委員会 編『新編岡崎市史 総集編 20』1993年。